# Mas-Saint-Chély
Mas-Saint-Chély è un comune francese di 139 abitanti situato nel dipartimento della Lozère nella regione dell'Occitania.

## Società

### Evoluzione demografica
Abitanti censiti